# Біловезький повіт
Біловезький повіт — повіт утворений 12 грудня 1920 року під Тимчасовим управлінням прифронтових і етапних територій з частини Пружанського (ґміни: Біловежа, Масієво та Сухопіль) і Берестейського повітів (ґміни: Половці, Верховиці, Дмитровичі та Дворці). Центром повітової влади було село Біловежа. Міст у повіті не було, а єдиним містечком була Наревка Мала (1205 мешканців у 1921 році).

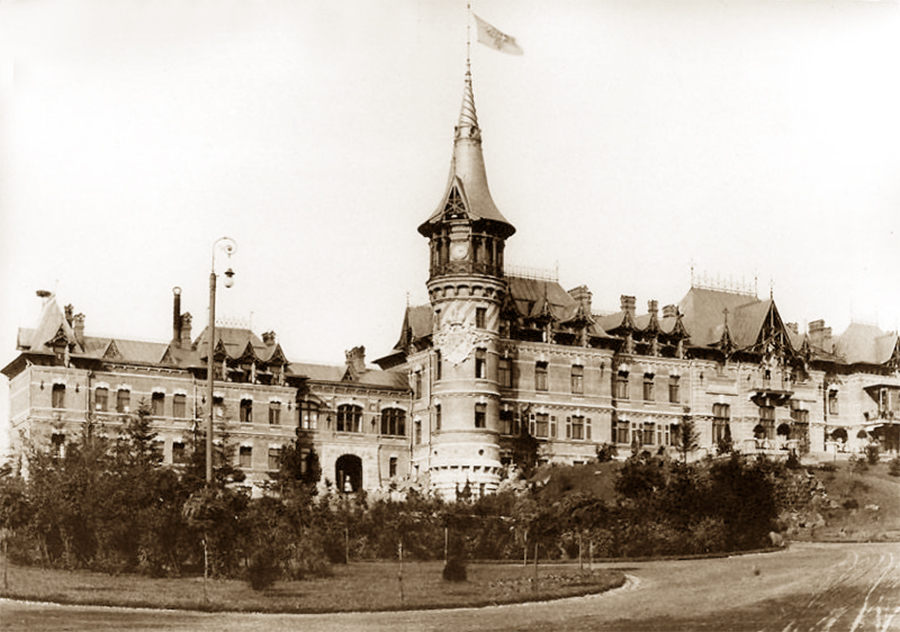
Колишній королівський палац у Біловежі. Садиба Біловезького повіту

19 лютого 1921 року повіт увійшов до складу Білостоцького воєводства ІІ Польської Республіки. Тоді ж до Біловезького повіту повернулися ґміни Дмитровичі, Дворці (ліквідовані 1928 р.), П(о)ловці (ліквідовані 1928) та Верховиці. Розпорядженням Ради Міністрів від 11 липня 1922 р. 1 серпня 1922 р. повіт, що складався лише з трьох сільських ґмін (Біловезької, Масієвої та Сухопіль), було ліквідовано, а ґміни, що входили до нього, увійшли до складу Більського повіту Білостоцького воєводства (згодом — у 1926 р. — ґміна Сухопіль була включена до складу Пружанського повіту Поліського воєводства).

## Демографія
Згідно з переписом 1921 року, у повіті мешкало 17879 осіб, у тому числі 8921 (49,9 %) білорусів, 7955 (44,5 %) поляків, 841 (4,7 %) євреїв, 117 (0,7 %) росіян, 36 (0,2 %) русинів, 5 німців, 2 естонців, 1 вірменин та 1 словак.

## Релігії
Згідно з переписом 1921 р., 14058 (78,6 %) жителів повіту були православними християнами, 2363 (13,2 %) римо-католики, 1349 (7,5 %) юдеї, 106 (0,6 %) протестанти, одна особа була мусульманином, 122 не встановлено.

## Старости
- Стефан Мазуркевич ( — 1923)[7]